# Lý Liên Kiệt
Lý Liên Kiệt (sinh ngày 26 tháng 4 năm 1963) là một nam diễn viên võ thuật nổi tiếng người Trung Quốc, ngoài ra ông còn là nhà sản xuất, nhà hoạt động từ thiện. Cho đến nay ông được mọi người biết đến qua hai vai diễn chính cùng tên trong hai bộ phim Hoàng Phi Hồng và Hoắc Nguyên Giáp, các vai diễn trong phim Anh hùng, Long môn phi giáp, Đầu danh trạng, Truyền thuyết Bạch Xà và gần đây là Hoa Mộc Lan.
Vào năm 2017, Lý Liên Kiệt đã giới thiệu tới công chúng môn võ Công Thủ Đạo với tư cách là người sáng lập dựa trên nền tảng của Thái cực quyền.

## Tiểu sử
Lý Liên Kiệt tập wushu từ 8 tuổi với võ sư Ngô Bân, cùng một sư phụ với Chân Tử Đan, ông đã sớm bộc lộ năng khiếu và tư chất để trở thành một cao thủ.
Thuở nhỏ, giống như đàn anh Lý Tiểu Long, Lý Liên Kiệt không có một thể trạng tốt cho việc học võ. Ông yếu đuối, lại sống trong một gia đình có quá nhiều áp lực, nên nhiều lần đã định bỏ cuộc. Nhưng được sư phụ động viên, ông đã vượt qua được.
Năm 1974, Lý Liên Kiệt mới 11 tuổi, đã trở thành nhà vô địch giải Wushu trẻ toàn Trung Quốc. Mọi người gọi ông là "thần đồng võ thuật". Lúc này Lý Liên Kiệt đã nhận được nhiều lời mời đóng phim và quảng cáo, nhưng nghĩ mình chưa đạt tới trình độ siêu đẳng, ông trở về với sư phụ Hồ Bình.
Tên tuổi của ông được nhiều người trên thế giới biết đến sau khi biểu diễn cho Tổng thống Hoa Kỳ Richard Nixon xem tại Nhà Trắng năm 1974.
Nhiều năm sau, Lý Liên Kiệt liên tục giật giải quán quân trong các kỳ thi võ thuật, với màn múa thương và kiếm rất đẹp mắt (1975, 1977, 1978). Đến năm 1979, ông đoạt giải thành tựu Vàng của Tổng hội võ thuật Trung Quốc khi mới 16 tuổi.
3 năm sau, Lý Liên Kiệt tham gia bộ phim điện ảnh đầu tiên: Thiếu Lâm tự, bộ phim làm ngất ngây khán giả hâm mộ phim võ thuật, đưa tên tuổi của ông vào hàng ngôi sao mới của điện ảnh Trung Quốc, bắt đầu có ảnh hưởng đến khán giả ở Đông Nam Á, Nhật và Mỹ. Ông tiếp tục đóng các phim về Thiếu Lâm và gây được tiếng vang rất lớn.

## Nghiệp diễn
Lý Liên Kiệt được yêu thích không phải nhờ khả năng diễn xuất mà là các thế võ đẹp, lạ, mạnh mẽ đúng chất Thiếu Lâm của ông.
Năm 1982 đánh dấu bước ngoặt đối với chàng trai họ Lý, vai diễn trong loạt ba bộ phim Thiếu Lâm Tự đã gây được tiếng vang lớn và tạo bước đệm đầu tiên trên con đường khẳng định tên tuổi trong lĩnh vực điện ảnh của Lý Liên Kiệt.
Năm 1991, với bộ phim Hoàng Phi Hồng kinh điển, Lý Liên Kiệt đã đưa tên tuổi của mình đến được Hollywood, khán giả Đông Nam Á thì đâu đâu cũng nhắc đến Hoàng Phi Hồng, Dì mười ba, Quỷ Cước Thất là các nhân vật trong phim này. Phần thành công của phim cũng nhờ sự đạo diễn tài tình của Từ Khắc và Viên Hòa Bình.
Tiếp đến là hàng loạt các phim kinh điển: Phương Thế Ngọc, Hoàng Phi Hồng 2 & 3... đã đưa ông đến đỉnh cao vinh quang, trước hết là một hình tượng anh hùng trong lòng người châu Á, sau đó là thế giới. Nhưng Lý Liên Kiệt không ham danh vọng, ông đã dừng đóng phim một thời gian, có người thắc mắc thì ông nói: "Tôi từ nhỏ đã khổ cực, mục đích sống của tôi chỉ là thoát khỏi khổ cực, chứ danh tiếng thì không đem lại hương vị gì".
Một thời gian sau người ta nghe Lý có chuyện cãi vã về vấn đề tiền bạc với một đạo diễn, và dính líu tới Hội Tam Hoàng Thượng Hải. Hiểu rằng ông đang khó khăn, nhiều đạo diễn có ý mời,Lý Liên Kiệt đã chọn đạo diễn Vương Tinh.
Các phim ông đóng lúc này khá "khác" với hình tượng, những vai xã hội đen rùng rợn và hài hước nhiều hơn, ít khi đánh đấm, lại đi bên cạnh là một mỹ nhân hết sức gợi cảm như kiểu Mỹ: Cận vệ Trung Nam Hải với Chung Lệ Đề và Thử Đảm Uy Long với Khâu Thục Trinh...
Cho đến khi Viên Hòa Bình, nhà chỉ đạo võ thuật nổi tiếng nhất bấy giờ mời ông đóng bộ Tinh Võ anh hùng - một phim về Trần Chân, mà nhiều diễn viên võ thuật đã rất thành công như Lý Tiểu Long với Tinh Võ Môn (1972), Chân Tử Đan với loạt phim truyền hình Tinh Võ Môn (1995). Và Lý Liên Kiệt đã làm dậy lại được hình tượng này - cũng như hình tượng anh hùng võ thuật cổ truyền của mình. Tên tuổi của ông lại được tung hô, Lý Liên Kiệt hoạt động rầm rộ hơn trước.
Ông hợp tác với nhiều diễn viên nổi tiếng, như Trương Học Hữu, Khâu Thục Trinh, Châu Tinh Trì, Trương Mạn Ngọc... Đến năm 2001, đạo diễn Trương Nghệ Mưu lần đầu tiên làm phim võ hiệp: Anh Hùng, Lý Liên Kiệt đóng vai chính. Đây là lần thứ hai Lý Liên Kiệt với lối võ đẹp mắt đối đầu với Chân Tử Đan - lối võ mạnh mẽ. Cả hai lại bất phân thắng bại: vai Vô Danh của Lý Liên Kiệt chiến thắng, nhưng sự thật là vai Trường Không của Chân Tử Đan giả thua. Người hâm mộ vẫn luôn chờ đợi lần hợp tác thứ ba của hai võ sư nổi danh này. Cuộc đối đầu của họ trong Hoàng Phi Hồng 2 và cuộc đối đầu trong tư tưởng, âm nhạc tại Ngự Viên trong phim Anh Hùng đã đem lại sự mầu nhiệm, hai nhà đạo diễn tài ba Từ Khắc và Trương Nghệ Mưu không ngớt lời khen 2 pha võ này.
Trong phim Anh Hùng, bên cạnh Chân Tử Đan, còn có Lương Triều Vĩ, Trương Mạn Ngọc, Chương Tử Di, Trần Đạo Minh là những diễn viên "chuyên trị" diễn xuất nội tâm. Nên nhiều người đánh giá diễn xuất của Lý là lép vế, tuy nhiên thành công về nghệ thuật của phim là một điều không ai mơ hồ chối cãi được. Anh Hùng có thể là bộ phim đẹp nhất đời của Lý Liên Kiệt.
Ông đến Hollywood sau Lý Tiểu Long, Thành Long, cùng một lúc với Dương Tử Quỳnh, trước Chân Tử Đan, một điều không nhiều người mong muốn - là bị đồng hóa theo phim Mỹ - đã trở thành sự thật. Nhưng dù sao khi xem lại Hoàng Phi Hồng, Phương Thế Ngọc, Tiếu ngạo giang hồ hay Tinh Võ anh hùng người ta đã có thể quên đi Cradle 2 The Grave, The One, Danny the dog... mà không trách sự Tây hóa trong phim Lý Liên Kiệt.
Năm 2006, phim võ thuật Hoắc Nguyên Giáp được công chiếu trên toàn thế giới, được xem như bộ phim võ thuật cuối cùng của Lý Liên Kiệt. Trong Hoắc Nguyên Giáp, Lý Liên Kiệt thủ vai chính Hoắc Nguyên Giáp, một nhân vật có thật trong lịch sử đã lập ra Tinh Võ Môn, từng đánh bại những võ sĩ ngoại quốc và Nhật Bản trên võ đài, lấy lại uy danh cho người Trung Quốc trong một thời kì xã hội phong kiến đang lụi tàn dần. Trước kia, trong phim Tinh Võ anh hùng, Lý Liên Kiệt đã từng thủ vai Trần Chân - một trong những đệ tử nổi tiếng nhất của Hoắc Nguyên Giáp. Hoắc Nguyên Giáp được công chiếu vào 26 tháng 1 năm 2006 tại Hồng Kông, tiếp theo đó vào 22 tháng 12 năm 2006 tiến ra các rạp của Hoa Kỳ và ngay lập tức leo lên đứng vị trí số 2 top phim ăn khách nhất trong tuần công chiếu đầu tiên.
"I stepped into the martial arts movie market when I was only 16. I think I have proved my ability in this field and it won't make sense for me to continue for another five or 10 years. Huo Yuanjia is a conclusion to my life as a martial arts star."
Tạm dịch: Tôi bước vào thị trường phim võ thuật này từ khi mới 16 tuổi. Cho tới giờ tôi nghĩ mình đã chứng tỏ đủ khả năng trên lĩnh vực này và chẳng còn chút gì hứng khởi cho tôi tiếp tục chặng đường này trong năm hay mười năm sắp tới nữa. Hoắc Nguyên Giáp là cái kết của cuộc đời tôi với tư cách là một ngôi sao võ thuật.
Bộ phim Hollywood năm 2007 của Lý Liên Kiệt, Cuộc chiến khốc liệt (tựa đề tiếng Anh: War), được công chiếu vào tháng 8 năm đó chính là sự tái ngộ của ông với nam diễn viên Jason Statham, trước kia từng đóng cặp với ông trong The One. Đáng tiếc War chỉ thu được 23 triệu đô trên màn ảnh, trở thành một trong những phim có doanh thu thấp nhất của Lý tại thị trường Hoa Kỳ. Tuy nhiên phim lại tạo ra một cú hit trong lĩnh vực video, thu được gần 52 triệu đô la tổng tiền thuê, tức là gấp đôi so với khi công chiếu trên màn ảnh. Ngoại trừ Romeo phải chết và Anh Hùng, những bộ phim của Lý Liên Kiệt thường chỉ đạt những thành công khiêm tốn tại Hoa Kỳ như Nụ hôn của rồng, The One, Unleashed, Cradle 2 the Grave, và cả phim Hoắc Nguyên Giáp.
Cuối năm 2007, Lý Liên Kiệt trở lại Trung Quốc tham gia một bộ phim chiến tranh do Hồng Kông - Trung Quốc hợp tác sản xuất Đầu danh Trạng cùng Lưu Đức Hoa và Kim Thành Vũ. Bộ phim đã thành công vang dội về mặt doanh thu và đưa ông lên bục nhận giải nam diễn viên chính xuất sắc nhất của lễ trao giải phim Hồng Kông (Giải thưởng Điện ảnh Hồng Kông). Lý Liên Kiệt và đàn anh của mình - diễn viên hài võ thuật Thành Long lần đầu cùng góp mặt trên màn ảnh qua bộ phim Vua Kung Fu; phim được khởi quay từ tháng 7 năm 2007 và lần đầu công chiếu vào 18 tháng 4 năm 2008 đã gặt hái thành công lớn về doanh thu. Phim dựa trên truyền thuyết về Tề Thiên đại thánh Tôn Ngộ Không từ một trong tứ đại danh tác của Trung Quốc - Tây du ký. Ngoài ra Lý Liên Kiệt còn tham gia đóng vai phản diện Tần Thủy Hoàng trong bộ phim hành động giả tưởng Xác ướp 3: Lăng mộ Tần Vương cùng nam diễn viên Brendan Fraser và Dương Tử Quỳnh, cùng một vai nhỏ trong bộ phim Kiến quốc đại nghiệp.
Năm 2010, lần đầu tiên Lý Liên Kiệt thử sức với thể loại tâm lý với bộ phim Hải dương thiên đường. Bộ phim được xây dựng dựa trên một câu chuyện có thật, kể về một người đàn ông sắp chết (Lý Liên Kiệt đóng) đã kiên cường giúp cậu con trai mắc chứng tự kỷ chiến đấu chống lại bệnh tật. Đây là bộ phim đầu tiên không thuộc thể loại hành động trong suốt 25 năm sự nghiệp điện ảnh của ông, Lý Liên Kiệt cho biết ông đã hoàn toàn bị kịch bản phim thu hút bởi tính nhân văn và những bài học sâu sắc mà bộ phim chuyển tải.
Lý Liên Kiệt ra mắt hai bộ phim võ thuật trong năm 2011 là Truyền thuyết Bạch Xà cùng với Tân Long Môn khách sạn do Từ Khắc làm đạo diễn, làm lại từ bộ phim cùng tên do chính ông đóng vai trò sản xuất năm 1992.
Lý Liên Kiệt trở lại diễn xuất ở Hollywood trong bộ phim The Expendables (tựa đề tiếng Việt: Biệt đội đánh thuê), một bộ phim hành động quy tụ một dàn diễn viên nổi tiếng, gồm những siêu sao hành động như Sylvester Stallone, Jason Statham, Dolph Lundgren, Steve Austin, Terry Crews, Mickey Rourke... ngôi sao của Die Hard - Bruce Willis và thống đốc bang California - "Kẻ hủy diệt" Arnold Schwarzenegger cũng góp một vai nhỏ trong phim. Sau đó Lý tiếp tục tham gia vào phần 2 và 3 của phim vào năm 2012 và 2014.
Hai năm trở lại đây, sự nghiệp diễn xuất của Lý Liên Kiệt gặp trục trặc vì phải đối mặt với căn bệnh cường tuyến giáp. Sức khoẻ nam diễn viên đã giảm sút nghiêm trọng, Lý Liên Kiệt có thể không thể nhận vai diễn vì bệnh tật bắt buộc ông không được vận động mạnh. 
"Tôi không phải Hoắc Nguyên Giáp, không phải Hoàng Phi Hồng, càng không phải anh hùng, tôi cũng như các bạn, chỉ là một người bình thường, cũng phải đối mặt với nỗi lo rằng một ngày nào đó không thể tiếp tục công việc được nữa" - nam diễn viên chia sẻ trong một buổi gặp gỡ báo chí gần đây.
Lý Liên Kiệt ban đầu đã được xác định để cùng xuất hiện với Vin Diesel trong bộ phim xXx: The Return of Xander Cage. Tuy nhiên đến phút chót ông lại phải rời dự án do gặp vấn đề về sức khỏe và vai diễn sau đó đã được thay thế bởi Chân Tử Đan.
Vai diễn mới nhất của Lý Liên Kiệt là vai Khương Tử Nha trong phim Phong Thần Bảng ra mắt vào tháng 7 năm 2016.
Một năm sau, ông ấy quay về Mỹ để đóng vai một bộ phim hành động mới cùng với một số diễn viên. "Xoay quanh bộ phim này có một số điều chỉnh cụ thể từ các pha hành động theo dạng tự do của các nhân vật phụ theo khuynh hướng trực diện" (Bộ phim "Cha tôi là anh hùng"). Dựa theo các loại mô phỏng bằng vật dụng tự chế, ông được xem là nhân vật chính hay nhất trong bộ phim.
Năm 2018 Lý Liên Kiệt đã trở lại màn ảnh với vai diễn mới trong dự án phim "Hoa Mộc Lan" (Mulan) do Disney đầu tư chính sản xuất. Đây là lần tái ngộ tiếp theo trên màn ảnh giữa Lý Liên Kiệt và Chân Tử Đan.

## Sáng lập Công Thủ Đạo
Tối ngày 15 tháng 11 năm 2017, buổi giới thiệu Công thủ đạo tổ chức tại Bắc Kinh với sự có mặt của Jack Ma, Lý Liên Kiệt, Ngô Kinh, Văn Chương, Phó chủ tịch Liên hiệp võ thuật quốc tế Ngô Đình Quý, Phó chủ tịch võ thuật Trung Quốc Ngô Bân.
Lý Liên Kiệt và Jack Ma mang đến buổi quảng bá và giới thệu Công thủ đạo tốn kém với hiệu ứng kỹ xảo cầu kỳ. Phim với sự tham gia hợp tác của 11 ngôi sao võ thuật hàng đầu hiện thu hút hơn 150 triệu lượt người xem trên Youku.m này so với những người khác.
"Công thủ đạo không chỉ là một bộ phim, đây còn là trận đấu lớn. Câu chuyện lấy cảm hứng từ võ thuật truyền thống, tạo ra thế võ mới" - Lý Liên Kiệt chia sẻ. Theo Nhân dân Nhật báo, với tuyên bố từ Lý Liên Kiệt, ngày 15 tháng 11 đã chính thức khép lại câu chuyện về vở kịch mang tên "siêu phẩm màn ảnh Công thủ đạo", đánh dấu sự ra đời của môn võ Công thủ đạo.

## Gia đình
Lý Liên Kiệt hiện đang theo đuổi tư tưởng Phật giáo Tây Tạng của thiền sư Lho Kunsang dòng Drikung Kagyu tại tu viện thuộc Ca-nhĩ-cư phái.
Năm 1987, Lý Liên Kiệt lấy Hoàng Thu Yến (Huang Qiuyan-黄秋燕), đồng diễn viên phim "Thiếu Lâm Tự 2: Thiếu Lâm tiểu tử", thành viên đội tuyển Wushu Bắc Kinh và có với bà hai con gái; họ chia tay năm 1990.
Năm 1999, Lý Liên Kiệt tái hôn với Lợi Trí (利智), nữ diễn viên Hồng Kông gốc Thượng Hải. Họ có với nhau hai con gái: Jane (sinh năm 2000) và Jada (sinh năm 2002).
Năm 2004, khi cơn sóng thần Á châu nổi lên càn quét thì Lý Liên Kiệt đang ở Maldives và chỉ bị thương nhẹ bởi một mảnh gỗ thuyền trong khi đang bảo vệ con gái 4 tuổi Jane, mặc dù có những lời đồn rằng ông đã bị thiệt mạng. Khi đó, hai bố con đang bơi trong một bể bơi gần bờ biển thì cơn sóng ập tới.
Năm 2009, Lý Liên Kiệt - lúc đó đã chính thức nhập quốc tịch Hoa Kỳ sau một thời gian dài hoạt động trong lĩnh vực nghệ thuật thứ bảy tại đây; quyết định nhập tịch Singapore. Ngày 28 tháng 7 năm 2009, chủ tịch Quỹ tài trợ Hiệp hội Chữ thập đỏ Trung Quốc 壹基金 (một quỹ từ thiện của Lý) tuyên bố rằng Lý chính thức là công dân Singapore; mục đích của Lý vì sự nghiệp giáo dục của hai cô con gái. Lý là người gia nhập quốc tịch Singapore tiếp theo tấm gương của nữ minh tinh Hoa ngữ Củng Lợi.

## Danh sách phim
| Năm  | Tên Phim                                   | Tựa Đề Tiếng Trung / Tiếng Anh                           | Vai Diễn                                                    |
| ---- | ------------------------------------------ | -------------------------------------------------------- | ----------------------------------------------------------- |
| 1982 | Thiếu Lâm Tự                               | 少林寺 / Shaolin Temple                                  | Giác Viễn                                                   |
| 1984 | Thiếu Lâm Tự 2: Thiếu Lâm Tiểu Tử          | 少林小子 / Shaolin Temple 2: Kids from Shaolin           | Tam Long                                                    |
| 1986 | Thiếu Lâm Tự 3: Nam Bắc Thiếu Lâm          | 南北少林 / Shaolin Temple 3: Martial Arts of Shaolin     | Trí Minh                                                    |
| 1986 | Sinh Ra Để Tự Vệ                           | 中華英雄 / Born to Defense                               | Tiểu Kiệt                                                   |
| 1989 | Long Tại Thiên Nhai (Quyết Chiến Giang Hồ) | 龍在天涯 / Dragon Fight                                  | Lý Quốc Nam                                                 |
| 1991 | Hoàng Phi Hồng                             | 黃飛鴻 / Once Upon a Time in China                       | Hoàng Phi Hồng                                              |
| 1992 | Tiếu ngạo giang hồ: Đông Phương Bất Bại    | 笑傲江湖二之東方不敗 / Swordman II                       | Lệnh Hồ Xung                                                |
| 1992 | Hoàng Phi Hồng 2: Nam Nhi Đương Tự Cường   | 黃飛鴻之二：男兒當自強 / Once Upon a Time in China II    | Hoàng Phi Hồng                                              |
| 1992 | Long Hành Thiên Hạ                         | 黃飛鴻'92之龍行天下 / The Master                         | A Kiệt                                                      |
| 1993 | Hoàng Phi Hồng 3: Sư Vương Tranh Bá        | 黃飛鴻之三：獅王争霸 / Once Upon a Time in China III     | Hoàng Phi Hồng                                              |
| 1993 | Phương Thế Ngọc                            | 方世玉 / The Legend                                      | Phương Thế Ngọc                                             |
| 1993 | Hoàng Phi Hồng: Thần Kê Đấu Ngô Công       | 黃飛鴻之鐵雞鬥蜈蚣 / Last Hero in China                  | Hoàng Phi Hồng                                              |
| 1993 | Phương Thế Ngọc 2                          | 方世玉續集 / The Legend 2                                | Phương Thế Ngọc                                             |
| 1993 | Thái Cực Trương Tam Phong                  | 太極張三豐 / Tai Chi Master                              | Trương Quân Bảo                                             |
| 1993 | Ỷ Thiên Đồ Long Ký: Ma Giáo Giáo chủ       | 倚天屠龍記之魔教教主 / Kung Fu Cult Master               | Trương Vô Kỵ                                                |
| 1994 | Hồng Hy Quan                               | 洪熙官之少林五祖 / The New Legend of Shaolin             | Hồng Hy Quan                                                |
| 1994 | Cận Vệ Trung Nam Hải                       | 中南海保鑣 / The Bodyguard from Beijing                  | Hứa Chánh Dương                                             |
| 1994 | Tinh Võ Anh Hùng                           | 精武英雄 / Fist of Legend                                | Trần Chân                                                   |
| 1995 | Lá Thư Gửi Phụ Thân                        | 給爸爸的信（赤子威龍）/ My Father Is a Hero              | Củng Vĩ                                                     |
| 1995 | Thử Đảm Uy Long                            | 鼠膽龍威 / High Risk (Meltdown)                          | Lý Kiệt                                                     |
| 1996 | Vua Mạo Hiểm                               | 冒險王 / Dr. Wai in "The Scripture with No Words"        | Châu Thời Kiệt                                              |
| 1996 | Mặt Nạ Đen (Hắc Hiệp)                      | 黑俠 / Black Mask                                        | Simon                                                       |
| 1997 | Hoàng Phi Hồng: Tây Vực Hùng Sư            | 黃飛鴻之西域雄獅 / Once Upon a Time in China and America | Hoàng Phi Hồng                                              |
| 1998 | Sát Thủ Bá Vương                           | 殺手之王 - Contracted Killer                             | Tiểu Phú                                                    |
| 1998 | Vũ Khí Tối Thượng 4                        | Lethal Weapon 4                                          | Wah Sing Ku                                                 |
| 2000 | Romeo Phải Chết                            | Romeo Must Die                                           | Han Sing                                                    |
| 2001 | Nụ Hôn Của Rồng                            | Kiss of the Dragon                                       | Liu Jian                                                    |
| 2001 | Kẻ Độc Tôn                                 | The One                                                  | Gabriel Yulaw                                               |
| 2002 | Anh Hùng                                   | 英雄 / Hero                                              | Vô Danh                                                     |
| 2002 | Đấu Đến Chết                               | Cradle 2 the Grave                                       | Su                                                          |
| 2005 | Mắt Xích Tử Thần                           | Unleashed (Danny the Dog)                                | Danny                                                       |
| 2006 | Hoắc Nguyên Giáp                           | 霍元甲 / Fearless                                        | Hoắc Nguyên Giáp                                            |
| 2007 | Cuộc Chiến Khốc Liệt                       | War                                                      | Rogue                                                       |
| 2007 | Đầu Danh Trạng                             | 投名狀 / The Warlords                                    | Bàng Thanh Vân                                              |
| 2008 | Vua Kung Fu                                | The Forbidden Kingdom                                    | Mặc Tăng / Tôn Ngộ Không                                    |
| 2008 | Xác ướp 3: Lăng mộ Tần Vương               | The Mummy: Tomb of the Dragon Emperor                    | Hoàng đế Tần Thủy Hoàng                                     |
| 2009 | Đại Nghiệp Kiến Quốc                       | 建國大業 / The Founding of a Republic                    | Trần Thiệu Khoan                                            |
| 2010 | Thiên Đường Hải Dương                      | 海洋天堂 / Ocean Heaven                                  | Lão Vương                                                   |
| 2010 | Biệt Đội Đánh Thuê                         | The Expendables                                          | Yin Yang                                                    |
| 2011 | Truyền thuyết Bạch Xà                      | 白蛇傳說之法海 / The Sorcerer and the White Snake        | Pháp Hải                                                    |
| 2011 | Long môn phi giáp                          | 龍門飛甲 / Flying Swords of Dragon Gate                  | Triệu Hoài An                                               |
| 2012 | Biệt Đội Đánh Thuê 2                       | The Expendables 2                                        | Yin Yang                                                    |
| 2013 | Bất Nhị Thần Thám                          | 不二神探 / Badges of Fury                                | Hoàng Phi Hồng                                              |
| 2014 | Biệt Đội Đánh Thuê 3                       | The Expendables 3                                        | Yin Yang                                                    |
| 2016 | Phong Thần Bảng                            | League of Gods                                           | Khương Tử Nha                                               |
| 2017 | Công Thủ Đạo                               | Gong Shou Dao                                            | Thầy sư quét rác. Đóng cùng Chân Tử Đan, Ngô Kinh, Tony Jaa |
| 2020 | Hoa Mộc Lan                                | Mulan                                                    | Hoàng đế Trung Hoa                                          |

## Các giải thưởng
- Ảnh đế 27 năm 2008 trong phim "Đầu danh trạng".[9]